# Karl von Wardenburg

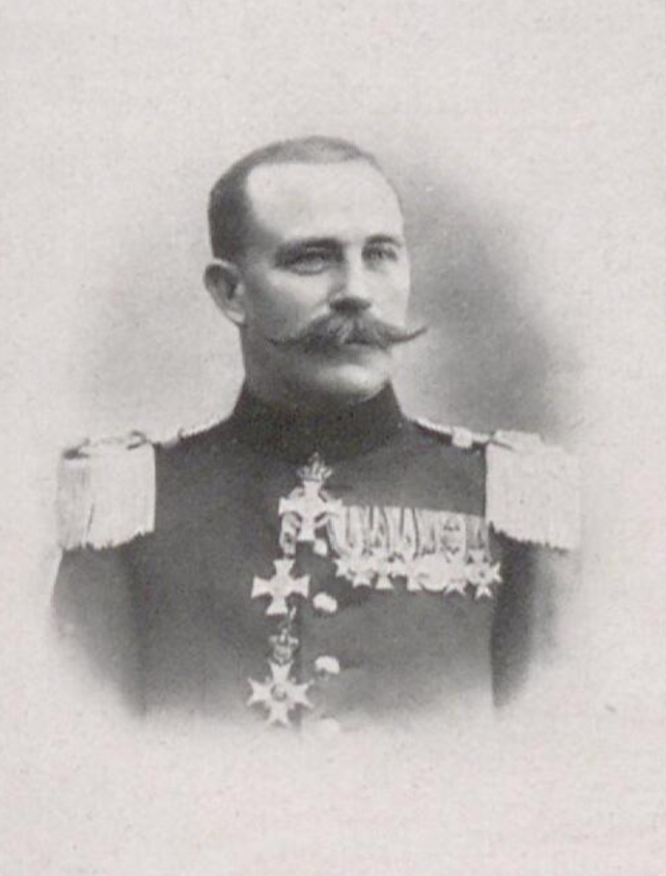
Karl von Wardenburg

Karl Gustav Leberecht Ernst Wenzel von Wardenburg (* 11. Oktober 1853 in Oldenburg (Oldb); † 12. März 1932) war ein sächsischer Generalleutnant.

## Leben

### Herkunft
Karl entstammte der am 7. März 1833 in den dänischen Adelsstand erhobenen Familie von Wardenburg. Er war ein Sohn des Großherzoglich oldenburgischen Oberstleutnants Heinrich von Wardenburg (1809–1869) und dessen Ehefrau Karoline, geborene von Blücher (1817–1883).

### Militärkarriere
Wardenburg trat am 12. September 1871 in das 2. Grenadier-Regiment Nr. 101 „Kaiser Wilhelm, König von Preußen“ der Sächsischen Armee ein und avancierte bis Ende März 1873 zum Sekondeleutnant. 1876/79 diente er als Adjutant des II. Bataillons, wurde Ende Mai 1879 Premierleutnant und absolvierte ab Oktober 1880 zur weiteren Ausbildung für drei Jahre die Preußische Kriegsakademie in Berlin. Während dieses Kommandos erfolgte am 27. November 1879 seine Versetzung in das 1. (Leib-) Grenadier-Regiment Nr. 100. Nach Beendigung seiner Studien wurde Wardenburg zum Generalstab der Armee kommandiert und am 17. Juli 1884 unter Stellung à la suite seines Regiment zum Adjutanten der 1. Infanterie-Brigade Nr. 45 ernannt. In dieser Stellung stieg er Ende Juli 1886 zum Hauptmann auf. Daran schlossen sich vom 22. Juni 1888 bis zum 17. Juli 1889 und dann bis Ende März 1891 Verwendungen als Adjutant der 1. Division Nr. 23 sowie der 3. Division Nr. 32 an. Mit der Ernennung zum Kompaniechef im 1. Jäger-Bataillon Nr. 12 trat Wardenburg in den Truppendienst zurück. Unter Stellung à la suite des Bataillons kam er am 21. Juni 1892 als Adjutant zum Generalkommando des Armee-Korps in Dresden. Er erhielt am 24. März 1893 den Charakter als Major und am 18. September 1893 das Patent zu seinem Dienstgrad. Mit der Ernennung zum Kommandeur des I. Bataillons kehrte Wardenburg am 12. September 1896 in sein Stammregiment zurück. Mit der Beförderung zum Oberstleutnant am 24. Januar 1899 wurde er dem Regiment aggregiert und am 26. März 1899 in das Kriegsministerium versetzt. Dort erfolgte Mitte September des Jahres die Ernennung zum Chef der IV. Abteilung für die persönlichen Angelegenheiten sowie Ende März 1901 die Beförderung zum Oberst. Vom 24. September 1902 bis zum 21. März 1905 war er Kommandeur des 4. Infanterie-Regiments Nr. 103. Unter Beförderung zum Generalmajor war Wardenburg anschließend Kommandeur der 8. Infanterie-Brigade Nr. 89 in Zwickau. In Genehmigung seines Abschiedsgesuches wurde er am 20. April 1906 unter Verleihung des Komtur II. Klasse des Verdienstordens mit Pension und der Berechtigung zum Tragen seiner Uniform zur Disposition gestellt.
Während des Ersten Weltkriegs wurde Wardenburg als a.-D.-Offizier wiederverwendet. Er fungierte als Kommandeur der stellvertretenden 5. Infanterie-Brigade Nr. 63 in Bautzen und erhielt den Charakter als Generalleutnant.

### Familie
Wardenburg hatte sich am 7. Juni 1877 in Hamburg mit Luise von Ewald (* 1855) verheiratet. Aus der Ehe gingen der Sohn Karl (1878–1917) und die beiden Töchter Helene (* 1879) und Irmgard (* 1883) hervor.